# Água Rasa
Água Rasa es un distrito situado en la zona sudeste de la ciudad de São Paulo, Brasil, administrado por la subprefectura de Mooca. Pertenece tanto al llamado "Centro Expandido", en la parte ubicada al oeste de la Avenida Salim Farah Maluf, como al Área 4 (Este), al este de la misma vía. El distrito recibió ese nombre debido al riacho Tatuapé cuyo lecho de agua era muy poco profundo. Sobre este curso de agua sería construida, a fines de la década de 1980, la avenida Salim Farah Maluf.
El perfil urbano del distrito es razonablemente homogéneo, tanto comercial como residencial. Sin embargo, la mayor parte del comercio se localiza en las grandes avenidas, dejando la mayoría de las parcelas entre estas avenidas como zonas residenciales. El distrito presenta un cierto grado de verticalización en los barrios de Água Rasa, Alto da Mooca y Vila Regente Feijó, barrios adyacentes a los distritos de Mooca y Tatuapé respectivamente, con condominios de gama media y alta, a pesar del predominio de casas de clase media. No hay favelas en el distrito.

## Distritos limítrofes
- Belém y Tatuapé (norte).
- Vila Formosa (este)
- São Lucas y Vila Prudente (sur).
- Mooca (oeste).